# Magyarországi latin nyelvű lexikonok listája
Az alábbi lista időrendben megpróbálja összegyűjteni a jelentősebb magyarországi, de latin nyelvű – önálló vagy fordított – lexikonokat. A magyarországi magyar nyelvű lexikonokat a Magyar lexikonok listája szócikk tárgyalja.
| Szerző                | Cím | Megjelenési hely | Megjelenési idő             | Elektronikus elérhetőség    |
| --------------------- | --- | ---------------- | --------------------------- | --------------------------- |
| Hevenesi Gábor        | Ungaricae Sanctitatis Indicia (A magyar szentek üveges szekrénye)                                                    | Nagyszombat      | 1692                        | Google Books                |
| Czvittinger Dávid     | Specimen Hungariae literatae (Kísérlet a magyar tudományosság összefoglalására)                                      | Frankfurt–Lipcse | 1711                        | Google Books                |
| nem ismert            | Acta Sanctorum Ungariae I–II.                                                                                        | Nagyszombat      | 1749                        | Google Books I., II.        |
| Szörény Sándor        | Pannonia docta | kéziratban       | kéziratban                  |                             |
| Andreas Schmal        | Brevis de vita superintendentium evangelicorum in Hungaria commentatio                                               | ?                | csak 1861                   |                             |
| Andreas Schmal        | Syllabus litterarum Thurocziensium                                                                                   | ?                | magyarul, részben csak 1862 |                             |
| Adalbert Barits       | Scriptorum ex regno Slavoniae a saeculo XIV. usque ad XVII. inclusive collectio                                      | Varasd           | 1774                        |                             |
| Weszprémi István      | Succincta medicorum Hungariae et Transilvaniae biographie I–III. (Magyarország és Erdély orvosainak rövid életrajza) | Lipcse–Bécs      | 1774–1787                   | Google Books I–II., III.    |
| Horányi Elek          | Memoria Hungarorum et Provincialium scriptis editis notorum I–III.                                                   | Bécs             | 1775–1777                   | Google Books I., II., III.  |
| Georg Jeremias Haner  | Scriptores rerum Hungaricarum et Transilvanicarum I–II.                                                              | Bécs–Nagyszeben  | 1777–1798                   |                             |
| Horányi Elek          | Nova Memoria Hungarorum et provincialium scriptis editis notorum quam excitat…                                       | Pest             | 1792                        | Google Books I.             |
| Horányi Elek          | Scriptores Piarum Scholarum liberaliumque artium magistri quorum ingenii monumenta exhibet I–II.                     | Buda             | 1808–1809                   | Google Books I. II.         |
| Joannes Josephus Roth | De scriptoribus rerum Transilvanicarum Saxonicis dissertatio                                                         | Nagyszeben       | 1816                        |                             |
| Horváth István        | Lexicon Eruditorum Regni Hungariae                                                                                   | kéziratban       | kéziratban                  |                             |
| Gedeon László         | Musae Varadienses | kéziratban       | kéziratban                  |                             |
| Seraphinus Farkas     | Scriptores ord. min. S. P. Francisci provinciae Hungariae                                                            | Pozsony          | 1879                        |                             |
| Némethy Lajos         | Series parochiarum et parochorum archi-dioecesis Strigoniensis ab antiquissimis temporibus usque annum 1894          | Esztergom        | 1894                        | Bayerische StaatsBibliothek |